# Cuffs
Cuffs est une série télévisée britannique sortie en 2015 qui décrit le quotidien de la police de Brighton.

## Distribution
- Ashley Walters : PC Ryan Draper
- Amanda Abbington : DS Jo Moffat
- Jacob Ifan : PC Jake Vickers
- Shaun Dooley : DC Carl Hawkins
- Eleanor Matsuura : PC Donna Prager
- Alex Carter : PC Lino Moretti
- Bhavna Limbachia : PC Misha Baig
- Paul Ready : DI Felix Kane
- Peter Sullivan : Chief Superintendent Robert Vickers

## Production
La diffusion de la série débute le 28 octobre 2015 sur BBC One.